# BD +17°3248
Désignations
BD +17°3248 est une vieille étoile, astronomiquement parlant, située dans le halo galactique de la Voie lactée, à environ ∼ 2 670 a.l. (∼ 819 pc) du Système solaire. Étoile de population II, elle est ultra pauvre en métaux ; elle appartient de plus à la sous-classe des étoiles, très peu nombreuses, qui incorporent des éléments chimiques lourds issus du processus r.

## Observation d'éléments lourds
Elle est étudiée depuis 2000 grâce à trois télescopes : Hubble, Keck I et le Harlan J. Smith de l'observatoire McDonald. Ils ont permis de prouver que plusieurs éléments chimiques, du germanium (Z=32) à l'uranium (Z=92), s'y trouvent sous forme atomique. L'étude des rayons ultraviolets du spectre stellaire, menée grâce à Hubble, a permis de démontrer l'existence de platine, d'osmium et, pour la première fois hors du Système solaire, d'or. À partir du baryum (Z=56), tous les éléments chimiques qui contribuent à l'abondance des éléments chimiques du Système solaire ont été formés selon le processus r.

## Sa datation
Respectivement à l'université Johannes Gutenberg de Mayence et à l'université de Bâle, les équipes de Karl-Ludwig Kratz (en) et Friedrich-Karl Thielemann (en), pour l'élément chimique stable europium (Z=63) et les éléments radioactifs thorium (Z=90) et uranium (Z=92), ont comparé les abondances observées aux abondances calculées pour ces éléments formés par le processus r lors de l'explosion d'une supernova à effondrement de cœur. Les chercheurs ont pu estimer ainsi l'âge de cette étoile à 13,8 ± 4 milliards d'années. Une autre étoile de la même sous-classe, BPS CS 31082-0001, est d'un âge semblable. Elles sont apparues à juste plusieurs centaines de millions d'années après le Big Bang, lors de la formation de la Voie lactée.